# Budynek KW PZPR w Białymstoku
Budynek KW PZPR, zwyczajowo Dom Partii – budynek projektu Stanisława Bukowskiego wzniesiony w latach 1953–1954 przy placu Próchnika 1 (obecnie plac Niezależnego Zrzeszenia Studentów 1) w Białymstoku.

## Opis
Jest jednym z najlepiej zachowanych przykładów architektury socrealizmu w Polsce. Obecnie w budynku mieszczą się dwa wydziały: Wydział Filologiczny i Wydział Historii Uniwersytetu w Białymstoku. We wnętrzu zachowane oryginalne klatki schodowe oraz aula ze zdobionymi drzwiami, balkonikami, drewnianymi mozaikami (kształt radzieckiej gwiazdy) i systemem nagłośnienia (wciąż działającym).